# 石原孝二
石原 孝二（いしはら こうじ、1967年 - ）は、日本の哲学者。東京大学教授。科学・技術の哲学、現象学、とくに精神医学の哲学、当事者研究論、障害の哲学を専門とする。べてるの家(北海道浦河郡)にて研究活動を行なっている。群馬県太田市生まれ。

## 経歴
1991年に早稲田大学第一文学部哲学科哲学専修を卒業し、1996年に東京大学大学院人文社会系研究科基礎文化研究専攻（哲学専門分野）博士課程を修了した。1997年に北海道大学文学部助教授に、2007年に北海道大学准教授（文学研究科・創成科学共同研究機構）に、2008年に東京大学大学院総合文化研究科准教授に就任した。2016年よりオープンダイアローグ・ネットワーク・ジャパン（ODNJP）共同代表。

## 著作

### 著書
- 『精神障害を哲学する―分類から対話へ』（東京大学出版会、2018年、ISBN 978-4-13-010137-0）

### 共編著
- 『科学技術倫理を学ぶ人のために』（新田孝彦・蔵田伸雄共編、世界思想社、2005年、ISBN 4-7907-1135-8）
- 『科学技術倫理学の展開』（河野哲也共編、玉川大学出版部、2009年、ISBN 978-4-4724-0366-8）
- 『当事者研究の研究』（医学書院、2013年、ISBN 978-4-2600-1773-2）
- 『シリーズ精神医学の哲学1 精神医学の科学と哲学』（信原幸弘・糸川昌成共編著、東京大学出版会、2016年、ISBN 978-4-1301-4181-9）
- 『シリーズ精神医学の哲学3 精神医学と当事者』（河野哲也・向谷地生良共編著、東京大学出版会、2016年、ISBN 978-4-1301-4183-3）

### 訳書
- ヒューバート・L. ドレイファス『インターネットについて 哲学的考察』（産業図書、2002年、ISBN 4-7828-0142-4）
- アルヴァ・ノエ『知覚のなかの行為』（門脇俊介共監訳、春秋社、2010年、ISBN 978-4-3933-2314-4）
- ショーン・ギャラガー／ダン・ザハヴィ『現象学的な心 心の哲学と認知科学入門』（宮原克典・池田喬・朴嵩哲共訳、勁草書房、2011年、ISBN 978-4-3261-0212-9）
- 中村かれん『クレイジー・イン・ジャパン』（河野哲也共監訳、医学書院、2014年、ISBN 978-4-2600-2058-9）